# Jean Soissons
L'ingénieur général Jean Soissons (1919-2005) était un militaire français du corps des ingénieurs de l'armement. Il fut notamment chef de la Direction technique des constructions aéronautiques (DTCA).

## Distinctions
- Commandeur de la Légion d'honneur
- Grand Officier de l'ordre national du Mérite
- Médaille de l'Aéronautique
- Président d’honneur de l'Association des anciens des essais en vol
- Membre de l'Académie nationale de l'air et de l'espace